# Chaerophyllum azorellaceum
Chaerophyllum azorellaceum är en flockblommig växtart som först beskrevs av Buwalda, och fick sitt nu gällande namn av K.F. Chung. Chaerophyllum azorellaceum ingår i släktet rotkörvlar, och familjen flockblommiga växter. Inga underarter finns listade i Catalogue of Life.